# Tour d'Alberta
Le Tour d'Alberta est une course cycliste par étapes canadienne créée en 2013. C'est une course à étapes qui est classée en catégorie 2.1 dans l'UCI America Tour.
Le 15 février 2018, l'organisation annonce l'annulation de l'épreuve par manque de financement.

## Palmarès
| Année | Vainqueur       | Deuxième         | Troisième         |
| ----- | --------------- | ---------------- | ----------------- |
| 2013  | Rohan Dennis    | Brent Bookwalter | Damiano Caruso    |
| 2014  | Daryl Impey     | Tom Dumoulin     | Ruben Zepuntke    |
| 2015  | Bauke Mollema   | Adam Yates       | Tom-Jelte Slagter |
| 2016  | Robin Carpenter | Bauke Mollema    | Evan Huffman      |
| 2017  | Evan Huffman    | Sepp Kuss        | Alex Howes        |